# 贝尔努伊-萨帕尔迭尔
贝尔努伊-萨帕尔迭尔，是西班牙卡斯蒂利亚-莱昂阿维拉省的一个市镇。 总面积20km2, 总人口195人（2001年），人口密度10人/km2。